# Prefectura de Toyama
La prefectura de Toyama (富山県, Toyama-ken) és una prefectura del Japó localitzada a la regió de Chūbu de l'illa de Honshū. A data de l'1 de novembre de 2020, la prefectura de Toyama té una població total de 1.033.981 habitants i una superfície total de 4.247,61 quilòmetres quadrats. La prefectura de Toyama limita amb la prefectura d'Ishikawa a l'oest, amb la prefectura de Gifu al sud, amb la prefectura de Nagano a l'est i amb la prefectura de Niigata al nord-est.
La capital prefectural i municipi més populós de la prefectura és la ciutat de Toyama, sent altres municipis importants les ciutats de Takaoka, Imizu i Nanto. La prefectura de Toyama és part de la històrica regió de Hokuriku i la majoria de la població prefectural viu als voltants de la badia de Toyama, una de les badies més grans del Japó. La prefectura de Toyama és líder regional al sector secundari o industrial a la costa de la mar del Japó, tenint també com a avantatge l'electricitat econòmica degut als abundrants recursos hídrics, el que fa de Toyama una prefectura de referència a tot el Japó. La prefectura de Toyama té des de 2012 l'única glacera coneguda de l'Àsia oriental fora de Rússia. Prop del 30 percent del territori total de la prefectura està designat com a parc natural.

## Geografia
La prefectura de Toyama limita amb la prefectura d'Ishikawa a l'oest, amb la prefectura de Niigata al nord-est, amb la prefectura de Nagano al sud-est, amb la prefectura de Gifu al sud i amb la mar del Japó al nord. A data de l'1 d'abril de 2012, prop del 30 percent de la superfície total de la prefectura estava ocupada per parcs naturals, com ara els parcs nacionals de Chūbu-Sangaku i el de Hakusan, així com el parc quasi nacional de la península de Noto i sis parcs naturals d'àmbit i propietat prefectural.

### Municipis
| |           |          |          |
| \| Municipi \| Població \| Extensió \| Densitat \| \| ---------- \| --------- \| -------- \| -------- \| \| Asahi \| 10.940 \| 226,30 \| 48,3 \| \| Funahashi \| 3.171 \| 3,47 \| 914 \| \| Himi \| 44.013 \| 230,56 \| 191 \| \| Imizu \| 90.225 \| 109,43 \| 824 \| \| Kami-Ichi \| 19.423 \| 236,71 \| 82,1 \| \| Kurobe \| 39.789 \| 426,31 \| 93,3 \| \| Namerikawa \| 32.388 \| 54,63 \| 593 \| \| Nanto \| 47.631 \| 668,64 \| 71,2 \| \| Nyūzen \| 23.675 \| 71,25 \| 332 \| \| Oyabe \| 28.748 \| 134,07 \| 214 \| \| Takaoka \| 166.199 \| 158,63 \| 296 \| \| Tateyama \| 25.076 \| 307,29 \| 81,6 \| \| Tonami \| 47.798 \| 127,03 \| 376 \| \| Toyama \| 413.888 \| 1.241,77 \| 333 \| \| Uozu \| 40.997 \| 200,61 \| 204 \| \| Total \| 1.033.981 \| 4.247,61 \| 243 \| |           |          |          |
| Municipi | Població  | Extensió | Densitat |
| Asahi | 10.940    | 226,30   | 48,3     |
| Funahashi | 3.171     | 3,47     | 914      |
| Himi | 44.013    | 230,56   | 191      |
| Imizu | 90.225    | 109,43   | 824      |
| Kami-Ichi | 19.423    | 236,71   | 82,1     |
| Kurobe | 39.789    | 426,31   | 93,3     |
| Namerikawa | 32.388    | 54,63    | 593      |
| Nanto | 47.631    | 668,64   | 71,2     |
| Nyūzen | 23.675    | 71,25    | 332      |
| Oyabe | 28.748    | 134,07   | 214      |
| Takaoka | 166.199   | 158,63   | 296      |
| Tateyama | 25.076    | 307,29   | 81,6     |
| Tonami | 47.798    | 127,03   | 376      |
| Toyama | 413.888   | 1.241,77 | 333      |
| Uozu | 40.997    | 200,61   | 204      |
| Total | 1.033.981 | 4.247,61 | 243      |

## Història
La denominació històrica de la prefectura de Toyama és la de província d'Etchū. Després de l'abolició del sistema han el 1871, la província fou renomenada com a prefectura de Niikawa, però el districte d'Imizu (actualment ciutat d'Imizu), va restar a la prefectura de Nanao (actual prefectura d'Ishikawa). El 1872, la prefectura d'Ishikawa li retorna el districte a la prefectura de Niikawa. L'any 1876, la prefectura de Niikawa fou absorbida per la d'Ishikawa fins que el 1881 la primera s'independitzà, aquesta vegada amb el nom actual de Toyama. La malaltia itai-itai va ser descoberta a la prefectura a la dècada de 1950.

## Administració

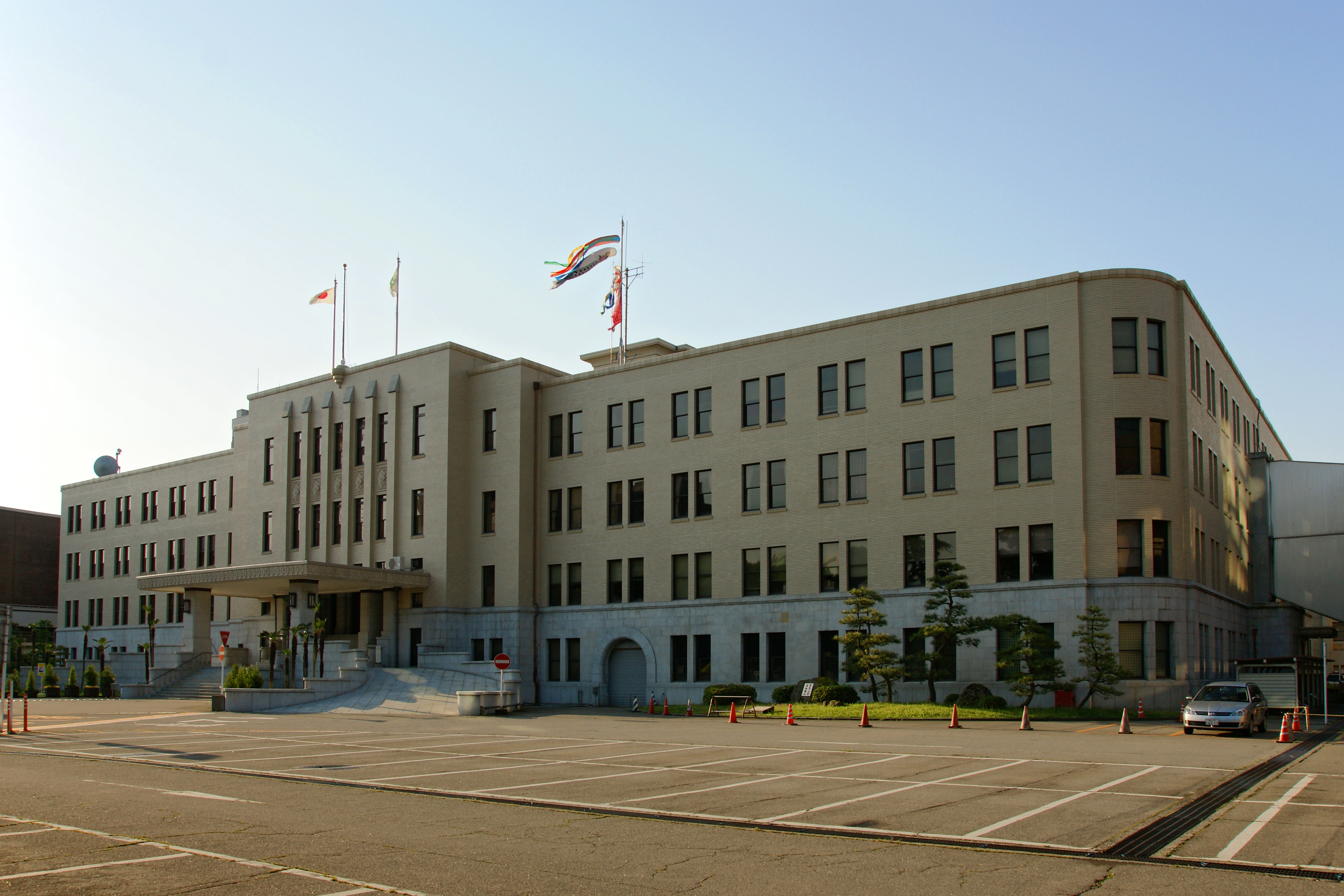
Seu del govern

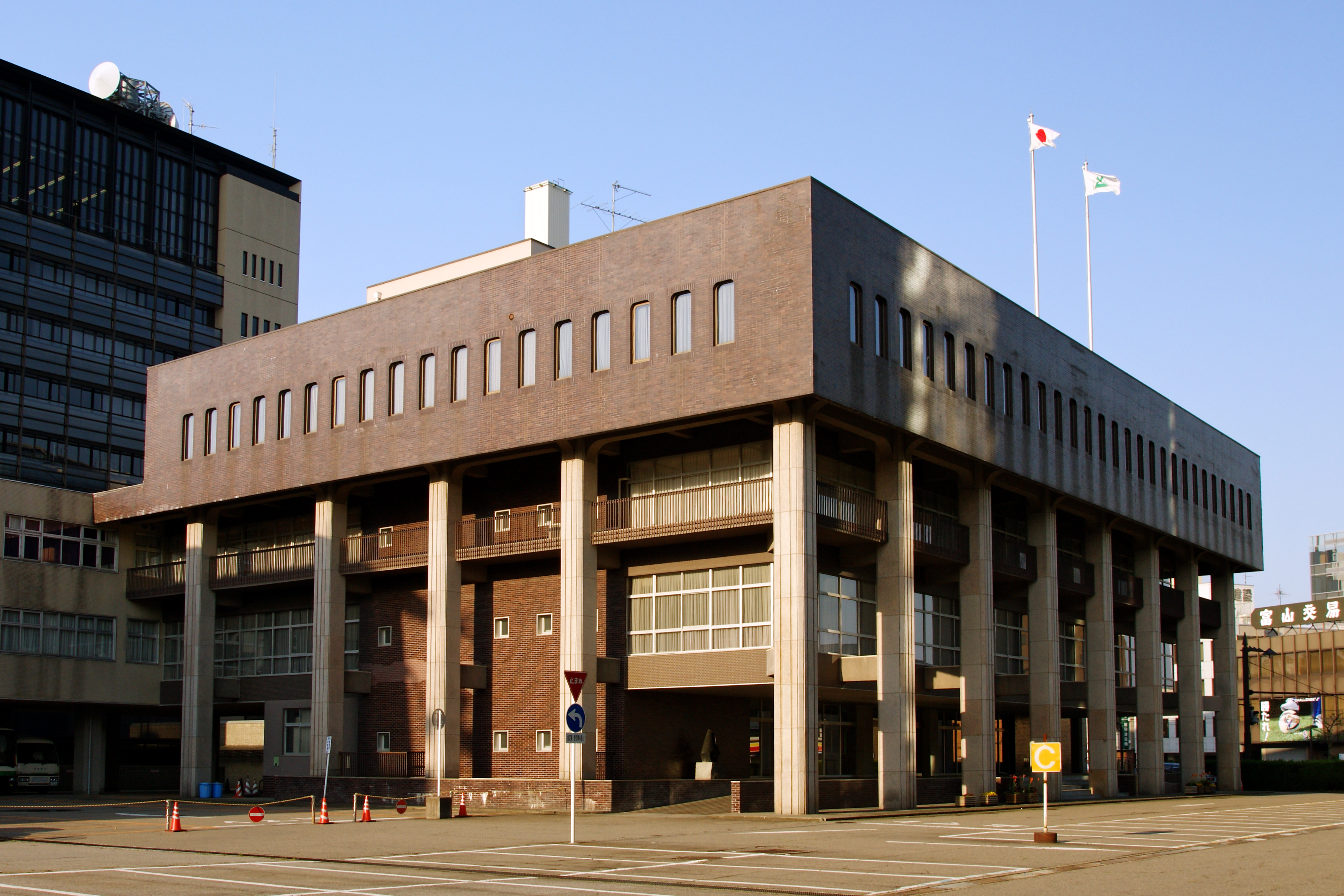
Seu de l'assemblea

### Governadors
En aquesta taula només es reflecteixen els governadors democràtics, és a dir, des de l'any 1947.
| Governador         | Inici del mandat | Fi del mandat | Partit | Partit |
| Tetsuji Tachi      | 1947             | 1947          |        | Ind    |
| Takekuni Takatsuji | 1948             | 1956          |        | Ind    |
| Minoru Yoshida     | 1956             | 1969          |        | Ind    |
| Kōkichi Nakada     | 1969             | 1980          |        | PLD    |
| Yutaka Nakaoki     | 1980             | 2004          |        | PLD    |
| Takakazu Ishii     | 2004             | 2020          |        | Ind    |
| Hachirō Nitta      | 2020             | -             |        | Ind    |

### Assemblea Prefectural
| Partit | Partit                    | Partit | Membres |
| ------ | ------------------------- | ------ | ------- |
|        | Partit Liberal Democràtic | PLD    | 33 / 40 |
|        | Partit Socialdemòcrata    | PSD    | 3 / 40  |
|        | Partit Comunista del Japó | PCJ    | 2 / 40  |
|        | Kōmeitō                   | KMT    | 1 / 40  |
|        | Independents              | Ind    | 1 / 40  |

## Demografia
| 1920      | 1930      | 1940      | 1950      | 1960      | 1970      | 1980      |
| --------- | --------- | --------- | --------- | --------- | --------- | --------- |
| 724.276   | 778.953   | 822.569   | 1.008.790 | 1.032.614 | 1.029.695 | 1.103.459 |
| 1990      | 2000      | 2010      | 2020      | 2030      | 2040      | 2050      |
| 1.120.161 | 1.120.851 | 1.093.247 | 1.033.981 | -         | -         | -         |

## Transport

### Ferrocarril
- Companyia de Ferrocarrils del Japó Occidental (JR West)
- Companyia de Ferrocarrils del Japó Central (JR Central)
- Ferrocarril Ainokaze Toyama
- Ferrocarril Regional de Toyama (Chitetsu)
- Manyōsen
- Ferrocarril del Congost de Kurobe (Kurotetsu)

## Agermanaments
- Prefectura de Kanagawa, Japó.
- Província de Liaoning, RPX. (9 de maig de 1984)
- Estat de São Paulo, Brazil. (18 de juliol de 1985)
- Oregó, EUA. (19 d'octubre de 1991)
- Primórie, Rússia. (26 d'agost de 1992)
- Andhra Pradesh, Índia.[9] (29 de desembre de 2015)